# Операція під фальшивим прапором

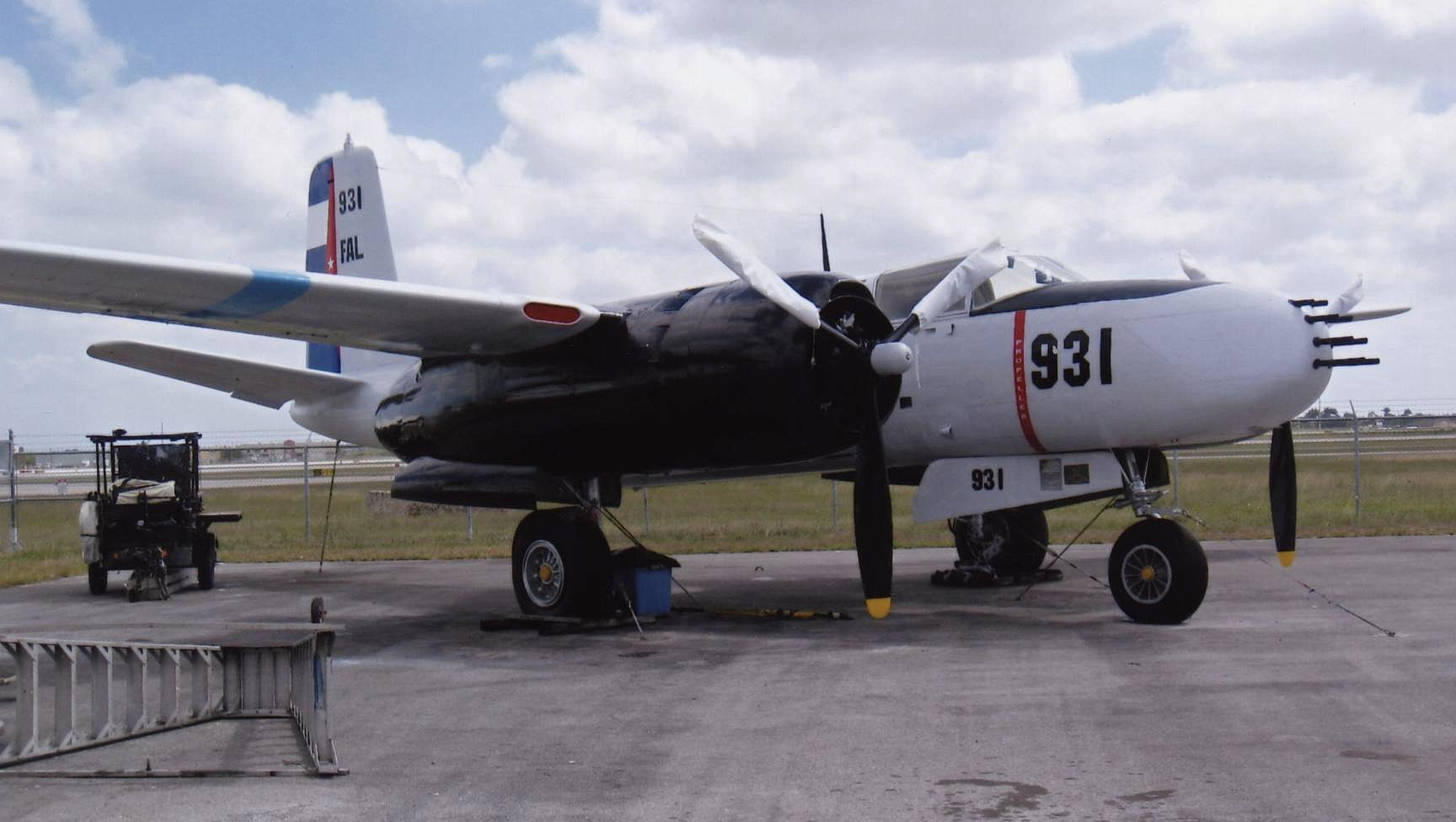
Цей американський двомоторний легкий бомбардувальник-штурмовик Douglas A-26C був розфарбований на кшталт кубинських ВПС для військового вторгнення на Кубу, здійсненого воєнізованим угрупуванням 2506 Бригади ВВС США у квітні 1961 року.

Операція під фальшивим прапором ( напад під фальшивим прапором, операція під чужим прапором, напад під чужим прапором ) — дія, скоєна з метою приховати фактичну належність нападників, уникнути відповідальності та покласти провину на іншу сторону.
Термін «фальшивий прапор» виник у XVI столітті як чисто образний вираз, що означає «навмисне спотворення чиєїсь приналежності чи мотивів». Пізніше цей маневр часто використовувався у війнах на морі, коли судно використовувало прапор нейтральної або ворожої країни, щоб приховати свою справжню ідентичність. Спочатку цю тактику використовували пірати та приватири, щоб ввести в оману інші кораблі, дозволивши їм підійти ближче, перш ніж атакувати їх. Пізніше це було визнано прийнятною практикою під час військово-морської війни відповідно до міжнародного морського законодавства, за умови, що атакуюче судно демонструє свій справжній прапор після початку атаки.
Сьогодні цей термін поширюється на країни, які організовують напади на себе і роблять напади нібито з боку ворожих держав або терористів
Термін операція під фальшивим прапором широко використовує ворожа пропаганда для звинувачення протилежної сторони в нібито нападі самої на себе. Але докази в більшості випадків свідчать, що якраз напад здійснила не протилежна сторона сама на себе. Тільки об'єктивне розслідування може встановити обставини нападу чи конкретний напад можна вважати операцією під фальшивим прапором, чи ні.
Деякі історики вважають, що підпал Рейхстагу був операцією під чужим прапором, яку, відповідно до їхньої версії, здійснили нацисти, оскільки нацисти мали найбільшу вигоду від цього підпалу Рейхстагу. Питання відповідальності за підпал Рейхстагу серед істориків, а особливо у країнах соціалістичного табору довгими роками вважалося вирішеним і єдиними його організаторами вважалися нацисти. Хоча не існувало прямих і беззаперечних доказів організації підпалу нацистами, ця акція найбільше була необхідна їм, і вони нею найбільше скористалися. Останні дослідження, однак, піддають сумніву цю теорію. Сучасні історики схиляються до думки, що підпал Рейхстагу став для нацистів несподіванкою, якою вони вдало скористалися і почали вже плановану розправу з їхніми політичними опонентами.
Класичними прикладами операцій під фальшивим прапором були Гляйвіцька провокація та Майнільський інцидент.
Радянські диверсанти здійснили підрив Києва в 1941 році, і одночасно радянська пропаганда звинуватила німців, що наче це вони здійснили підрив Києва в цей час.
Операції під фальшивим прапором здійснювали в Україні в післявоєнні роки проти підпілля ОУН-УПА та мирних громадян так звані «переодягнені енкаведисти» — спецгрупи НКВС.
Деякі дослідники вважають, що вибухи житлових будинків у Росії були операцією під фальшивим прапором.
Російська пропаганда бездоказово вважає, що розстріли протестувальників під час подій Євромайдану були операцією під чужим прапором. Але результати балістичних експертиз підтвердили, що до вбивств майданівців причетний міліцейський підрозділ «Беркут», оскільки, відповідно до результатів цих експертиз, між кулями, витягнутими з тіл майданівців, і зброєю міліцейського підрозділу «Беркут» виявлені збіги: ці кулі були випущені зі зброї міліцейського підрозділу «Беркут» (див: Справи Майдану).
В інтернеті можна знайти повідомлення, що обстріли протилежної сторони під час конфлікту на Донбасі, який почався в 2014 році, здійснила ця ж сама сторона, тобто такі обстріли були операцією під фальшивим прапором. Обидві сторони цього воєнного конфлікту на Донбасі часто звинувачують протилежну сторону, що наче протилежна сторона конфлікту здійснювала обстріл власної території.
Російська пропаганда представила теракт під Волновахою 13 січня 2015, як обстріл ракетами з установки БМ-21 «Град» ЗС України власної української території. Розслідування цієї трагедії встановило, що ракетний обстріл з установки БМ-21 «Град» блок-посту під Волновахою здійснили бойовики «ДНР».
Російська пропаганда, використовуючи різноманітні навмисні фейки, намагалася покласти відповідальність за масові вбивства в Бучі вчинені російськими військами, на українських військових. Численні докази підтвердили, бійню в Бучі вчинили саме російські військові під час окупації Київської області в березні 2022 року після початку агресивної війни Росії проти України 24 лютого 2022 року. 
Російська пропаганда, використовуючи фальшиві докази,  стверджує, що ракетний удар по станції Краматорськ 8 квітня 2022 року російськими ракетами ЗС Росії був вчинений українською стороною. Розслідування цього ракетного удару свідчить, що його здійснили ЗС Росії.